# 倒毛丛菔
倒毛丛菔（学名：Solms-laubachia retropilosa）为十字花科丛菔属下的一个种。